# Composition des équipes féminines de hockey sur gazon au Champions Trophy 2018
Cet article répertorie les équipes confirmées pour le Champions Trophy féminin 2018 qui se tiendra à Changzhou, en Chine, du 17 au 25 novembre 2018.

## Chine
La composition suivante de la Chine pour le Champions Trophy 2018.
Entraîneur : 
| Numéro | Joueur | Date de naissance | Âge | Sélections |
| ------ | ------ | ----------------- | --- | ---------- |

## Pays-Bas
La composition suivante des Pays-Bas pour le Champions Trophy 2018.
Entraîneur :  Alyson Annan
| Numéro | Joueur               | Date de naissance | Âge | Sélections |
| ------ | -------------------- | ----------------- | --- | ---------- |
| 1      | Anne Veenendaal (GB) | 7 septembre 1995  | 23  | 41         |
| 2      | Renée van Laarhoven  | 15 octobre 1997   | 21  | 0          |
| 6      | Laurien Leurink      | 13 novembre 1994  | 24  | 68         |
| 7      | Xan de Waard         | 8 novembre 1995   | 23  | 117        |
| 11     | Maria Verschoor      | 22 avril 1994     | 24  | 101        |
| 13     | Caia van Maasakker   | 5 avril 1989      | 29  | 160        |
| 16     | Ginella Zerbo        | 5 mai 1997        | 21  | 16         |
| 18     | Pien Sanders         | 11 juin 1998      | 20  | 38         |
| 19     | Marijn Veen          | 18 novembre 1996  | 21  | 0          |
| 20     | Laura Nunnink        | 25 janvier 1995   | 23  | 87         |
| 21     | Lauren Stam          | 30 janvier 1994   | 24  | 53         |
| 22     | Josine Koning (GB)   | 2 septembre 1995  | 23  | 38         |
| 23     | Margot van Geffen    | 23 novembre 1989  | 28  | 168        |
| 24     | Eva de Goede (C)     | 23 mars 1989      | 29  | 200        |
| 25     | Maxime Kerstholt     | 24 février 1996   | 22  | 2          |
| 27     | Yibbi Jansen         | 18 novembre 1999  | 18  | 2          |
| 28     | Margot Zuidhof       | 12 mai 1992       | 26  | 9          |
| 29     | Maartje Krekelaar    | 6 juillet 1995    | 23  | 33         |

## Grande-Bretagne
La composition suivante de la Grande-Bretagne pour le Champions Trophy 2018.
Entraîneur :  David Ralph
| Numéro | Joueur                 | Date de naissance | Âge | Sélections |
| ------ | ---------------------- | ----------------- | --- | ---------- |
| 3      | Amy Tennant (GB)       | 28 août 1994      | 24  | 10         |
| 4      | Laura Unsworth         | 8 mars 1988       | 30  | 229        |
| 5      | Sarah Evans            | 12 avril 1991     | 27  | 82         |
| 6      | Anna Toman             | 29 avril 1993     | 25  | 41         |
| 7      | Hannah Martin          | 30 décembre 1994  | 23  | 39         |
| 9      | Susannah Townsend      | 28 juillet 1989   | 29  | 140        |
| 10     | Sarah Robertson        | 27 septembre 1993 | 25  | 109        |
| 11     | Suzy Petty             | 9 avril 1992      | 26  | 22         |
| 12     | Erica Sanders          | 18 mai 1997       | 21  | 10         |
| 14     | Tessa Howard           | 6 janvier 1999    | 19  | 0          |
| 17     | Sarah Jones            | 25 juin 1990      | 28  | 91         |
| 18     | Giselle Ansley         | 31 mars 1992      | 26  | 124        |
| 19     | Sophie Bray            | 12 mai 1990       | 28  | 128        |
| 20     | Hollie Pearne-Webb (C) | 19 septembre 1990 | 28  | 146        |
| 25     | Sabbie Heesh (GB)      | 16 décembre 1991  | 26  | 4          |
| 26     | Lily Owsley            | 10 décembre 1994  | 23  | 118        |
| 31     | Grace Balsdon          | 13 avril 1993     | 25  | 35         |
| 32     | Amy Costello           | 14 janvier 1998   | 20  | 50         |

## Australie
La composition suivante de l'Australie pour le Champions Trophy 2018.
Entraîneur : 
| Numéro | Joueur | Date de naissance | Âge | Sélections |
| ------ | ------ | ----------------- | --- | ---------- |

## Argentine
La composition suivante de l'Argentine pour le Champions Trophy 2018.
Entraîneur : 
| Numéro | Joueur | Date de naissance | Âge | Sélections |
| ------ | ------ | ----------------- | --- | ---------- |

## Japon
La composition suivante du Japon pour le Champions Trophy 2018.
Entraîneur : 
| Numéro | Joueur | Date de naissance | Âge | Sélections |
| ------ | ------ | ----------------- | --- | ---------- |